# Parrocchie della diocesi di Fidenza

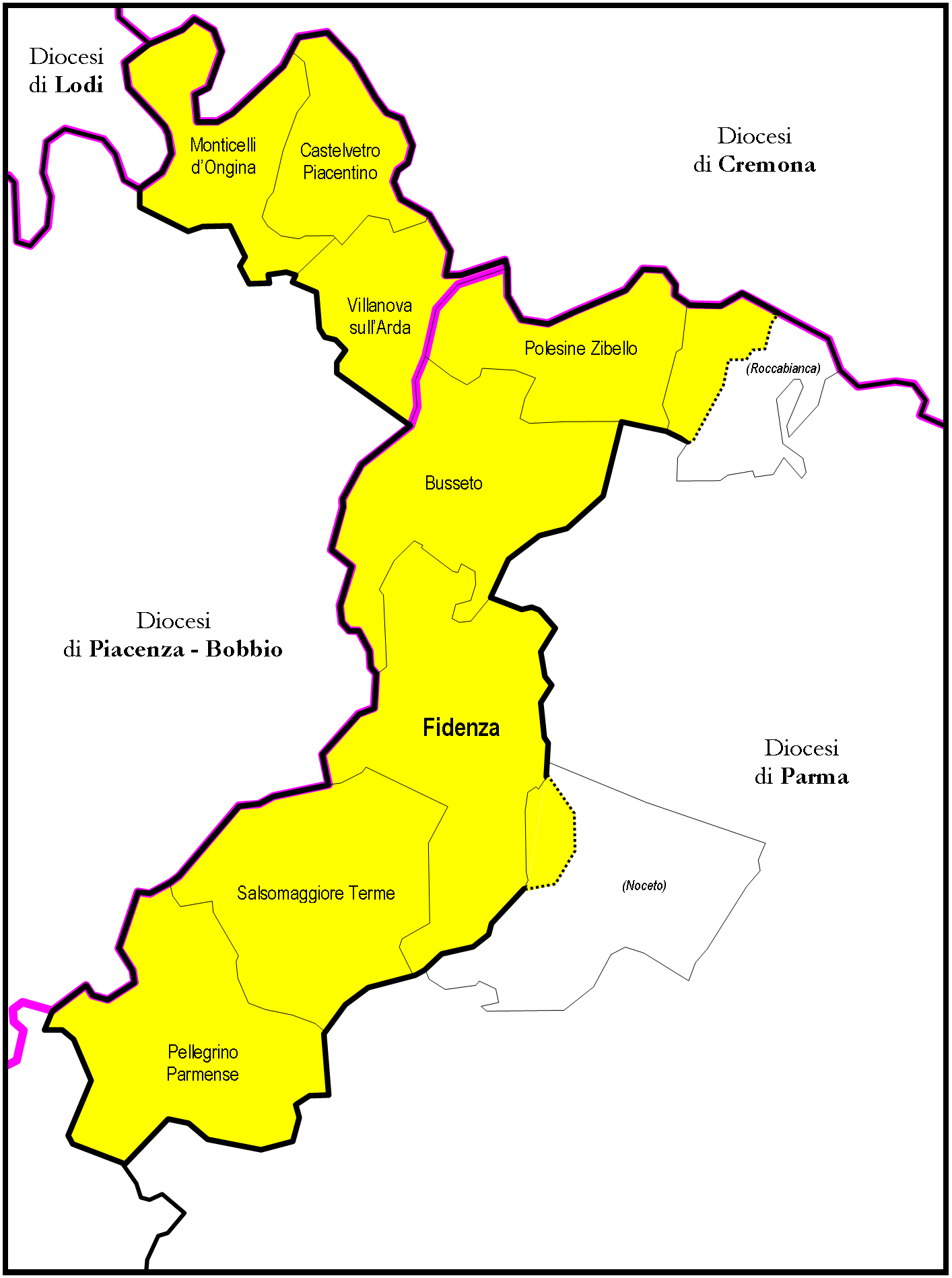
Il territorio della diocesi

## Vicariati
La diocesi di Fidenza è organizzata in 4 vicariati.

### Vicariato di Fidenza
| Parrocchia                         | Patrono                              | Comune              | Frazione/Quartiere | Web |
| ---------------------------------- | ------------------------------------ | ------------------- | ------------------ | --- |
| Cattedrale                         | San Donnino di Fidenza               | Fidenza             | centro             |     |
| Bastelli                           | Sant'Anna Madre di Maria             | Fidenza             | Bastelli           |     |
| Borghetto                          | San Pietro in Vincoli                | Noceto              | Borghetto          |     |
| Cabriolo                           | San Tommaso Becket                   | Fidenza             | Cabriolo           |     |
| Castione Marchesi                  | Santa Maria Assunta                  | Fidenza             | Castione Marchesi  |     |
| Chiusa Ferranda                    | San Giovanni Apostolo ed Evangelista | Fidenza             | Chiusa Ferranda    |     |
| Coduro                             | San Leonardo da Limoges              | Fidenza             | Coduro             |     |
| Fidenza - San Francesco            | San Francesco d'Assisi               | Fidenza             | centro             |     |
| Fidenza - San Giuseppe             | San Giuseppe Lavoratore              | Fidenza             | Corea              |     |
| Fidenza - Santa Maria Annunziata   | Santa Maria Annunziata               | Fidenza             | centro             |     |
| Fidenza - Santuario                | San Michele Arcangelo                | Fidenza             | centro             |     |
| Fidenza - San Paolo (Luce)         | San Paolo Apostolo                   | Fidenza             | Luce               |     |
| Fidenza - San Pietro Apostolo      | San Pietro Apostolo                  | Fidenza             | centro             |     |
| Fidenza - Santi Faustino e Giovita | Santi Faustino e Giovita             | Fidenza             | centro             |     |
| Fornio                             | San Lorenzo Martire                  | Fidenza             | Fornio             |     |
| Parola                             | Santa Caterina vergine e martire     | Fidenza             | Parola             |     |
| Pieve Cusignano                    | San Giovanni Battista                | Fidenza             | Pieve Cusignano    |     |
| Rimale                             | San Giacomo il Maggiore Apostolo     | Fidenza             | Rimale             |     |
| Santa Margherita                   | Santa Margherita vergine e martire   | Fidenza             | Santa Margherita   |     |
| San Nicomede                       | San Nicomede                         | Salsomaggiore Terme | San Nicomede       |     |
| Siccomonte                         | San Giovanni Decollato               | Fidenza             | Siccomonte         |     |

### Vicariato di Salsomaggiore Terme
| Parrocchia                             | Patrono                     | Comune              | Frazione/Quartiere | Web |
| -------------------------------------- | --------------------------- | ------------------- | ------------------ | --- |
| Salsomaggiore - San Vitale             | San Vitale Martire          | Salsomaggiore Terme | centro             |     |
| Aione                                  | San Siro di Pavia           | Pellegrino Parmense | Aione              |     |
| Banzola                                | San Michele Arcangelo       | Salsomaggiore Terme | Banzola            |     |
| Besozzola                              | San Lorenzo Martire         | Pellegrino Parmense | Besozzola          |     |
| Cangelasio                             | Santa Maria Assunta         | Salsomaggiore Terme | Cangelasio         |     |
| Careno                                 | Assunzione di Maria Vergine | Pellegrino Parmense | Careno             |     |
| Contignaco                             | San Giovanni Battista       | Salsomaggiore Terme | Contignaco         |     |
| Grotta                                 | Natività di Maria Vergine   | Pellegrino Parmense | Grotta             |     |
| Iggio                                  | San Martino Vescovo         | Pellegrino Parmense | Iggio              |     |
| Mariano                                | San Pietro Apostolo         | Pellegrino Parmense | Mariano            |     |
| Pellegrino Parmense                    | San Giuseppe                | Pellegrino Parmense | centro             |     |
| Poggetto                               | Santa Maria Ausiliatrice    | Salsomaggiore Terme | Poggetto           |     |
| Rigollo                                | San Pietro Apostolo         | Pellegrino Parmense | Rigollo            |     |
| Salsomaggiore - Sant'Antonio di Padova | Sant'Antonio di Padova      | Salsomaggiore Terme | centro             |     |
| Salsomaggiore - Santa Maria Assunta    | Santa Maria Assunta         | Salsomaggiore Terme | centro             |     |
| Salsominore                            | Cristo Salvatore            | Salsomaggiore Terme | Salsominore        |     |
| San Vittore                            | San Vittore Martire         | Salsomaggiore Terme | San Vittore        |     |
| Scipione                               | San Silvestro Papa          | Salsomaggiore Terme | Scipione Castello  |     |
| Tabiano Castello                       | Santi Gervasio e Protasio   | Salsomaggiore Terme | Tabiano Castello   |     |
| Tabiano Terme                          | Sacro Cuore di Gesù         | Salsomaggiore Terme | Tabiano Terme      |     |
| Varone                                 | San Giovanni Battista       | Pellegrino Parmense | Varone             |     |

### Vicariato della Bassa Parmense
| Parrocchia             | Patrono                           | Comune           | Frazione/Quartiere | Web |
| ---------------------- | --------------------------------- | ---------------- | ------------------ | --- |
| Busseto                | San Bartolomeo Apostolo           | Busseto          | centro             |     |
| Frescarolo             | San Girolamo Confessore e Dottore | Busseto          | Frescarolo         |     |
| Madonna dei Prati      | Santissimo Nome di Maria          | Busseto          | Madonna dei Prati  |     |
| Pieveottoville         | San Giovanni Battista             | Polesine Zibello | Pieveottoville     |     |
| Polesine Parmense      | Santi Vito e Modesto              | Polesine Zibello | Polesine Parmense  |     |
| Ragazzola              | San Pietro Apostolo               | Roccabianca      | Ragazzola          |     |
| Roncole Verdi          | San Michele Arcangelo             | Busseto          | Roncole Verdi      |     |
| Sant'Andrea di Busseto | Sant'Andrea Apostolo              | Busseto          | Sant'Andrea        |     |
| Santa Croce            | Sant'Agata Vergine e Martire      | Polesine Zibello | Santa Croce        |     |
| San Rocco di Busseto   | San Rocco                         | Busseto          | San Rocco          |     |
| Samboseto              | San Virgilio Vescovo e Martire    | Busseto          | Samboseto          |     |
| Semorivo               | San Genesio Martire               | Busseto          | Semoriva           |     |
| Spigarolo              | San Gregorio Prete e Martire      | Busseto          | Spigarolo          |     |
| Stagno                 | Santi Cipriano e Giustina         | Roccabianca      | Stagno             |     |
| Vidalenzo              | San Cristoforo                    | Polesine Zibello | Vidalenzo          |     |
| Zibello                | Santi Gervasio e Protasio         | Polesine Zibello | Zibello            |     |

### Vicariato della Bassa Piacentina
| Parrocchia              | Patrono                                     | Comune                 | Frazione/Quartiere                 | Web |
| ----------------------- | ------------------------------------------- | ---------------------- | ---------------------------------- | --- |
| Castelvetro Piacentino  | San Giovanni Battista                       | Castelvetro Piacentino | centro                             |     |
| Cignano                 | Santi Andrea Apostolo e Bernardino da Siena | Villanova sull'Arda    | Cignano                            |     |
| Croce Santo Spirito     | Spirito Santo                               | Castelvetro Piacentino | Croce Santo Spirito                |     |
| Fogarole                | San Bernardino da Siena Confessore          | Monticelli d'Ongina    | Fogarole                           |     |
| Monticelli d'Ongina     | San Lorenzo Martire                         | Monticelli d'Ongina    | centro                             |     |
| Olza                    | Santa Valeria vergine e martire             | Monticelli d'Ongina    | Olza                               |     |
| Sant'Agata              | Sant'Agata Vergine e Martire                | Villanova sull'Arda    | Sant'Agata                         |     |
| San Giuliano Piacentino | San Giuliano Martire                        | Castelvetro Piacentino | San Giuliano Piacentino            |     |
| San Nazzaro             | Santi Nazario e Celso                       | Monticelli d'Ongina    | San Nazzaro                        |     |
| San Pietro in Corte     | San Pietro Apostolo                         | Castelvetro Piacentino | San Pietro in Corte (San Pedretto) |     |
| Soarza                  | San Giovanni Battista                       | Villanova sull'Arda    | Soarza                             |     |
| Villanova sull'Arda     | Maria Santissima Assunta                    | Villanova sull'Arda    | centro                             |     |

## Fonte
- Sito della diocesi di Fidenza, su diocesifidenza.it.